# Europejska Wspólnota Polityczna
| |  |
| Państwa sygnatariusze traktatu o EWO, mające według planu Spaaka tworzyć Europejską Wspólnotę Polityczną |  |
| Belgia Włochy Luksemburg Holandia Francja Niemcy                                                         |  |

Europejska Wspólnota Polityczna EWP – organizacja ponadnarodowa mająca zapewnić demokratyczną kontrolę nad powstającą równolegle Europejskią Wspólnotą Obronną (europejską armią) i powiązać EWO z Europejską Wspólnotą Węgla i Stali. Wobec odrzucenia przez francuskie Zgromadzenie Narodowe traktatu o EWO, do powstania EWP nie doszło.

## Historia
Wbrew pozorom zakończenie II wojny światowej nie kładło kresu erze napięć w Europie. Otwierało za to kolejny etap zagrożenia stabilności i pokoju na kontynencie tym razem ze strony ZSRR. Naturalnym sojusznikiem państw europejskich pozostawały Stany Zjednoczone Ameryki, które poprzez Plan Marshalla przyczyniły się w znacznym stopniu do odbudowy zniszczonych przez wojnę gospodarek państw Starego Kontynentu. Jedynym warunkiem stawianym Europejczykom było podjęcie procesów integracyjnych szczególnie w dziedzinie obronności.
Pomimo podpisania 4 kwietnia 1949 traktatu waszyngtońskiego, który wiązał amerykańską politykę obronną z Europą, przywódcy państw europejskich postanowili stworzyć odrębną organizację mającą realnie przyczynić się do współpracy wojskowej państw Europy Zachodniej. Postanowiono rozciągnąć zasady tworzące EWWiS na współpracę militarną i 27 maja 1952 w Paryżu Belgia, Francja, Holandia, Luksemburg, RFN i Włochy podpisały traktat o utworzeniu EWO.

### Projekt
| Instytucje EWP według projektu Zgromadzenia Tymczasowego                                                   | Instytucje EWP według projektu Zgromadzenia Tymczasowego |
| --- | --- |
| Izba Ludowa Senat Europejski Rada Wykonawcza Prezydent Trybunał Sprawiedliwości Rada Społeczno-Ekonomiczna | wybory powszechne przedstawiciele parlamentów narodowych odpowiedzialna przed Izbą Ludową wybierany przez Senat kontrola legalności aktów prawnych wprowadzenie wspólnego rynku |

Równolegle zdawano sobie również sprawę z konieczności roztoczenia demokratycznej kontroli nad mającą powstać armią. Porzuciwszy jednak nadzieję, że powołana do życia w 1949 Rada Europy mogłaby stać się taką instytucją, państwa sygnatariusze traktatu z Paryża podjęły działania zmierzające do stworzenia kolejnej organizacji. 23 lipca 1952 nie czekając na ukonstytuowanie się nowego, wspólnego Zgromadzenia EWWiS i EWO zlecono dotychczasowemu Zgromadzeniu EWWiS powiększonemu jednak o nowych deputowanych (do traktatowej liczby członków) opracowanie w ciągu sześciu miesięcy statutu dla przyszłej Europejskiej Wspólnoty Politycznej. Tak uformowany organ nazwano Tymczasowym Zgromadzeniem (Ad Hoc Assembly) co oznaczało, że został on powołany tylko do tego konkretnego zadania. Przewodniczył mu belgijski polityk Paul-Henri Spaak, a szefem Komisji Konstytucyjnej został Niemiec Heinrich von Brentano.
Konstytucja została napisana w duchu mocno federalistycznym, z dwuizbowym parlamentem na który miały składać się wybierana w wyborach powszechnych Izba Ludowa i Senat Europejski wyznaczany przez parlamenty narodowe. Izba Ludowa miał mieć wszelkie uprawnienia charakterystyczne dla tego typu instytucji, kontrolę nad egzekutywą i możliwości prawodawcze. Funkcje do tej pory zarezerwowane dla Rady Ministrów EWWiS. W projekcie europejskiej konstytucji nie zabrakło również europejskiego rządu, miała nią zostać Rada Wykonawcza odpowiedzialna przed Izbą Ludową i Prezydentem wybieranym przez europejski Senat. Kolejnymi organami o których wspominał projekt był Trybunał Sprawiedliwości i Rada Społeczno-Ekonomiczna.
Zaakceptowana przez Zgromadzenie Tymczasowe niemal jednogłośnie propozycja konstytucji europejskiej, została natychmiastowo przedstawiona Radzie Ministrów EWWiS i stała się na długie miesiące przedmiotem dyplomatycznych zabiegów. Stopniowo przycinana w kolejnych ustaleniach, zdaniem wielu zbyt ingerowała w suwerenność państw członkowskich. Stała się bezprzedmiotowa wobec odrzucenia przez francuskie Zgromadzenie Narodowe ratyfikacji traktatu o utworzeniu Europejskiej Wspólnocie Obronnej 30 sierpnia 1954. EWP, jak i europejska konstytucja, mające stanowić ramy współpracy dla EWO i EWWiS przestały mieć rację bytu.